# Omalisidae
 Omalisidae jsou čeleď brouků v nadčeledi Elateroidea. Ve střední Evropě je zastoupen druh Omalisus fontisbellaquaei.

## Taxonomie
- rod Omalisus Geoffroy, 1762
- rod Phaeopterus Costa, 1857
- rod Thilmanus Baudi, 1872